# Ничей ребёнок
«Ничей ребёнок» (серб. Ничије дете / Ničije dete) — кинофильм режиссёра Вука Ршумовича, вышедший на экраны в 2014 году. Лента основана на реальных событиях.

## Сюжет
В 1988 году в боснийских лесах охотники обнаруживают мальчика, которого воспитывали волки. Его регистрируют под именем Харис Пучурица и отправляют в Белград в детский дом. Мальчик поначалу сторонится окружающих, ест с пола, отказывается от одежды и обуви. Но затем его берёт «под своё крыло» ещё один воспитанник детского дома по имени Жика, который защищает Хариса от хулиганов и постепенно учит его сидеть за столом, пользоваться столовыми приборами и т.д. Вскоре Жика уезжает домой, что становится для Хариса большим ударом... 

## В ролях
- Денис Мурич — Харис «Пучке» Пучурица
- Милош Тимотиевич — Ильке
- Павле Чемерикич — Жика
- Исидора Янкович — Алиса
- Игорь Бороевич — охотник

## Награды и номинации
- 2014 — три приза международной недели критиков на Венецианском кинофестивале, а также приз ФИПРЕССИ в категории «Параллельные секции».
- 2014 — приз зрительских симпатий на Загребском кинофестивале.
- 2014 — приз за лучший фильм каирской недели критиков на Каирском кинофестивале.
- 2014 — специальное упоминание актёрской игры Дениса Мурича на кинофестивале Абу-Даби.